# Saratoga (film)
Saratoga – amerykańska komedia romantyczna z 1937 roku w reżyserii Jacka Conwaya.

## Tresć
Uroczy hazardzista Duke Bradley (Clark Gable) zabiega o względy córki niedawno zmarłego hodowcy koni.

## Obsada
- Clark Gable - Duke Bradley
- Jean Harlow - Carol Clayton
- Lionel Barrymore - Grandpa Clayton
- Frank Morgan - Jesse Kiffmeyer
- Walter Pidgeon - Hartley Madison
- Una Merkel - Fritzi
- Cliff Edwards - Tip
- George Zucco - Dr. Harmsworth Bierd
- Jonathan Hale - Frank Clayton
- Hattie McDaniel - Rosetta
- Frankie Darro - Dixie Gordon
- Henry Stone - Hand-Riding Hurley
- Dennis O'Keefe - drugi licytant/tancerz na przyjęciu (niewymieniony w czołówce)